# Ricard Garcia Vilanova
Ricard Garcia Vilanova (Barcelona, 1971) és un fotoperiodista català, especialitzat en zones de conflicte i crisis humanitàries. És conegut per ser l'únic periodista gràfic que ha estat a Síria des de l'inici del conflicte. El novembre del 2011, en el marc de les anomenades primaveres àrabs, es va infiltrar a Jabal al-Zawiya, a la província d'Idlib, i va assistir a les primeres manifestacions contra el règim de Baixar al-Àssad.
Ricard Garcia Vilanova treballa alhora amb una càmera fotogràfica i una de vídeo. Les seves fotografies s'han publicat en mitjans de referència com Life, Newsweek, Time, The New York Times, The Washington Post, The Wall Street Journal, Le Monde, Liberation, Paris Match, The Guardian, The Times, Die Welt, Der Spiegel o Stern, entre d'altres. Com a videoperiodista freelance, ha treballat per mitjans com la CNN, BBC, France24, Aljazeera, Channel 4, VICE, PBS o Euronews.
També ha col·laborat amb organitzacions internacionals com les Nacions Unides, el Comitè Internacional de la Creu Roja, Metges sense fronteres o Human Rights Watch.

## Biografia
Va estudiar fotografia a la Universitat Politècnica de Catalunya. També va estudiar imatge i so a l'Escola de Mitjans Audiovisuals de Barcelona (EMAV). Es va iniciar com a periodista independent a l'Àfrica, treballant per a ONGs. A l'Afganistan va conèixer James Wellford, editor de la revista estatunidenca Newsweek. Welford li va obrir les portes d'altres mitjans internacionals, com el Wall Street Journal, a la portada del qual va arribar a publicar els seus treballs.
Durant la guerra civil líbia, Ricard Garcia Vilanova va fer, juntament amb Alberto Arce, el seu primer documental, Misrata, vencer o morir (2011), guanyador del premi Rory Peck. A partir d'aleshores va combinar el vídeo i la fotografia mitjançant un enginy adaptat que li permet subjectar les dues càmeres alhora.
L'octubre del 2011 va arribar a Síria i va seguir el conflicte d'aquell país des de les primeres protestes populars fins al març del 2014. Durant la Guerra civil siriana, el 16 de setembre de 2013, va ser segrestat amb el periodista Javier Espinosa al control fronterer de Tell Abyad, a la governació d'Ar-Raqqà, per Estat Islàmic quan intentaven abandonar Síria després de dues setmanes cobrint el conflicte. El 4 d'octubre també havia estat capturat a Síria el reporter Marc Marginedas. Juntament amb Marginedas i Espinosa, va rebre el Premi Internacional de Periodisme Manuel Vázquez Montalbán 2013 i el X Premi José Couso de Llibertat de Premsa. El 2015 va assistir a la internacionalització de la guerra síria, des dels territoris kurds a Síria i l'Iraq.
El 2015 es va inaugurar l'exposició Ricard Garcia Vilanova, llampades en la foscor a La Virreina, Barcelona, comissariada per Ricard Mas Peinado.

## Premis i reconeixements
- 2010 - Wall Street Journal el va presentar com a candidat al Premi Pulitzer
- 2012 - Premi Rory Peck de destacats[4]
- 2013 - Medalla d'Or Px3, el Premi Internacional de Fotografia de guerra/conflicte, el Pictures of the Year (POY) i el Premi Bayeux-Calvados de corresponsals de guerra en la categoria de fotografia[5]
- 2014 - Premi Internacional Miguel Gil Moreno; el Premi José Couso de llibertat de premsa; el Premi Club Internacional de Premsa; el Premi Internacional de Periodisme Manuel Vázquez Montalbán
- 2015 Premi Internacional de Periodisme Mika Yamamoto[6]